# Torresotto di strada Castiglione
Il Torresotto di strada Castiglione (anticamente Torresotto del Serraglio di Castiglione o Serraglio di strada Castiglione, più recentemente Torresotto di via Castiglione o più brevemente Torresotto di Castiglione, in bolognese Sràj ed stra Castión) è una delle porte della seconda cerchia muraria della città di Bologna.

## Storia
Costruita presumibilmente nel XII secolo, la seconda cerchia muraria della città di Bologna, detta cerchia del Mille, constava di 18 porte, dette serragli, alcuni dei quali sormontati da torresotti. Di queste porte quattro sono ancora visibili all'interno del centro storico, il Torresotto di Castiglione, il Torresotto di San Vitale, il Torresotto di Porta Nuova e il Torresotto di Porta Govese in via Piella.
Il Torresotto di strada Castiglione poneva in comunicazione la città con i colli, più precisamente con la frazione di Barbiano.
Sotto di esso scorreva un tempo un ramo del canale di Savena.
È stato danneggiato più volte dai bombardamenti durante la Seconda guerra mondiale. Ristrutturato nell'immediato dopoguerra, ha tuttavia subito varie modifiche, tra cui la perdita dei fori da ponte.

## Galleria d'immagini

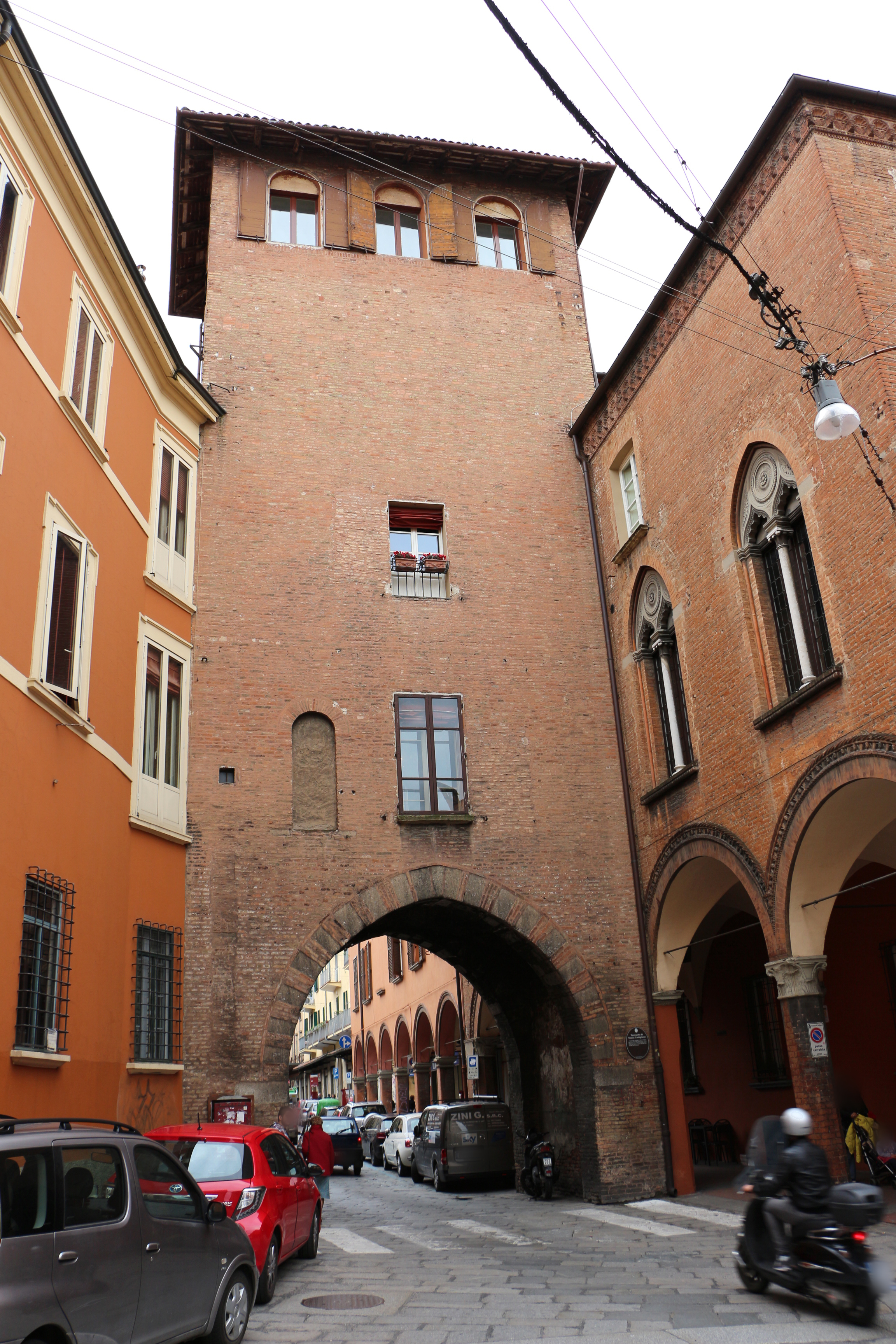
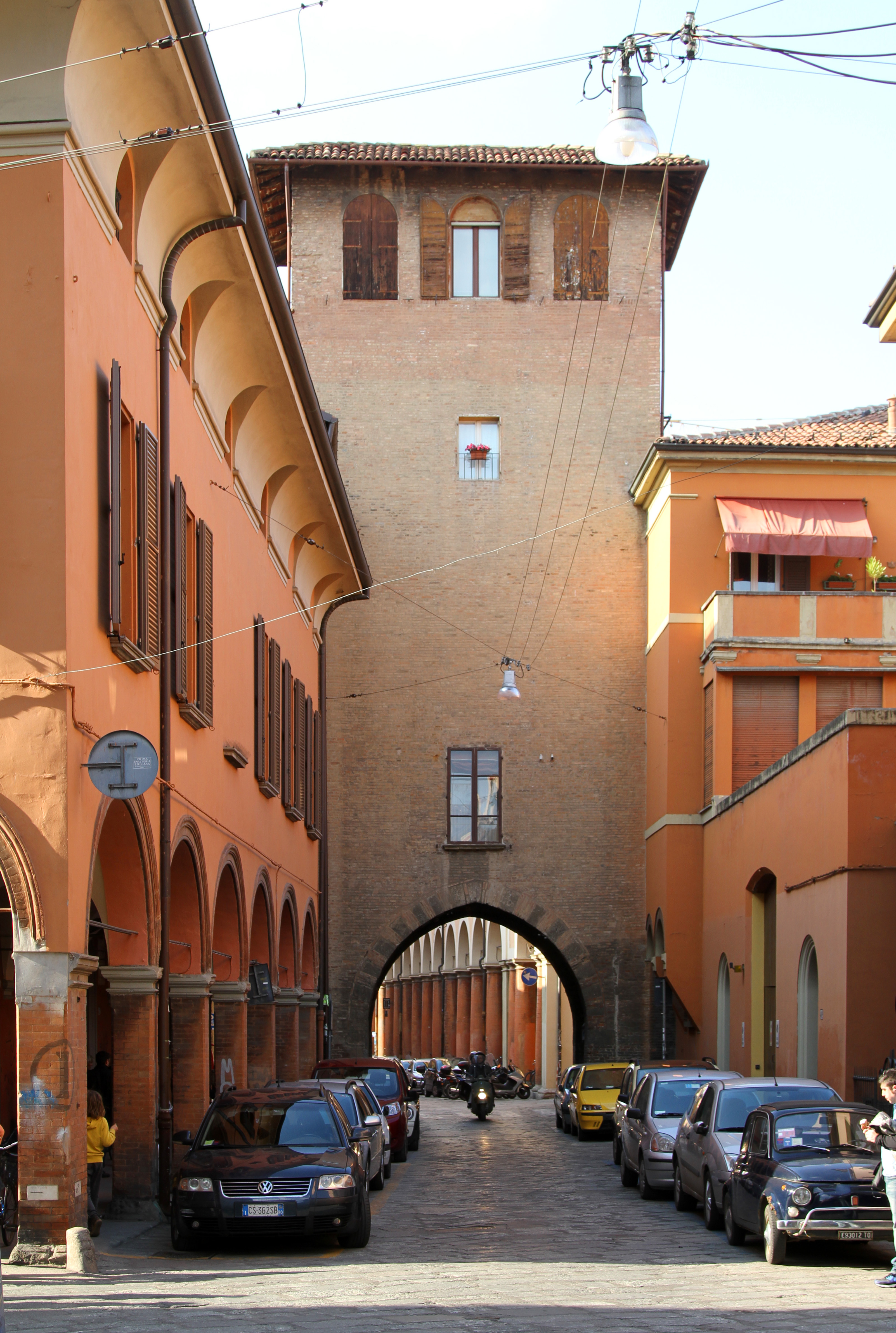
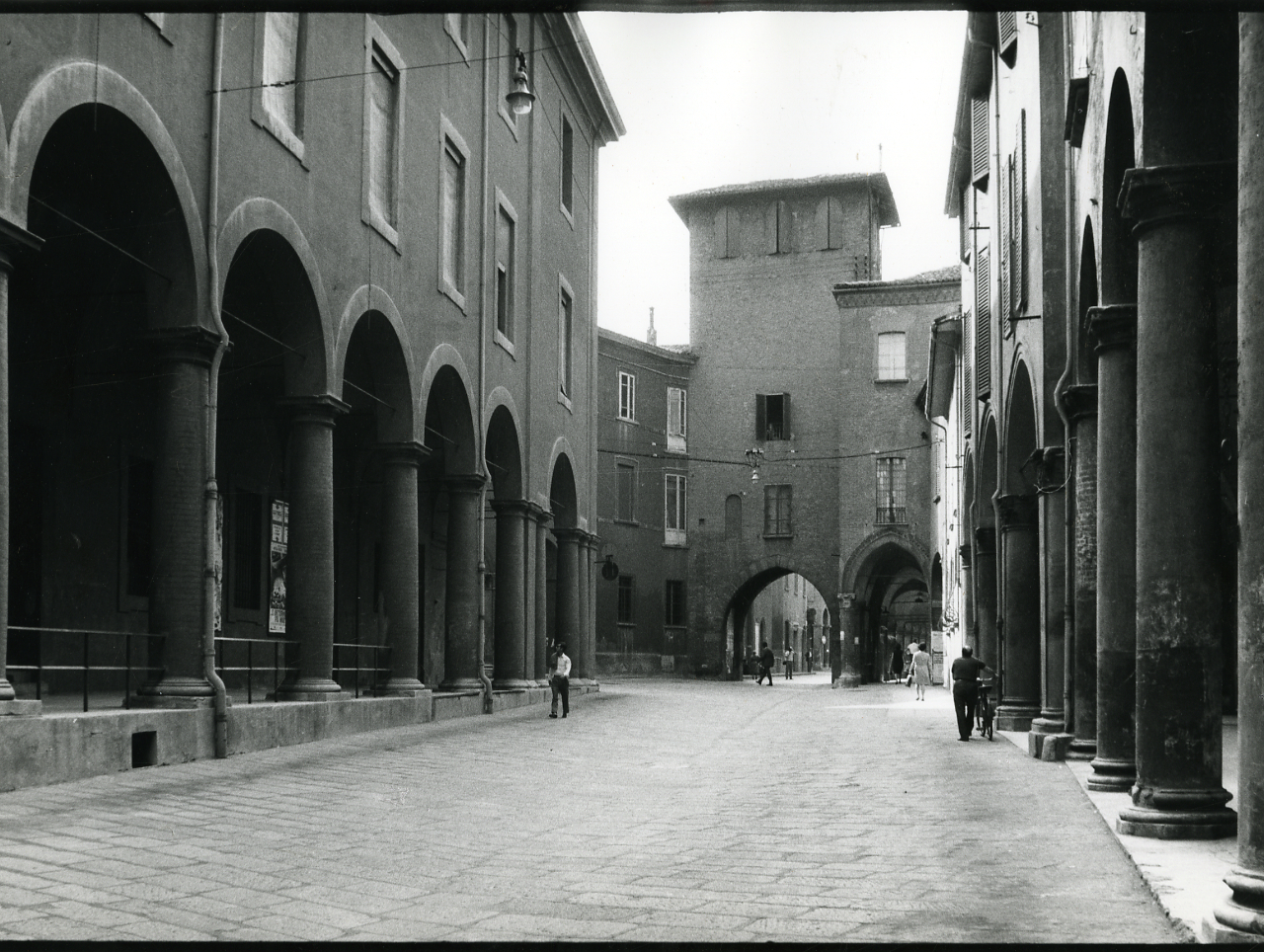
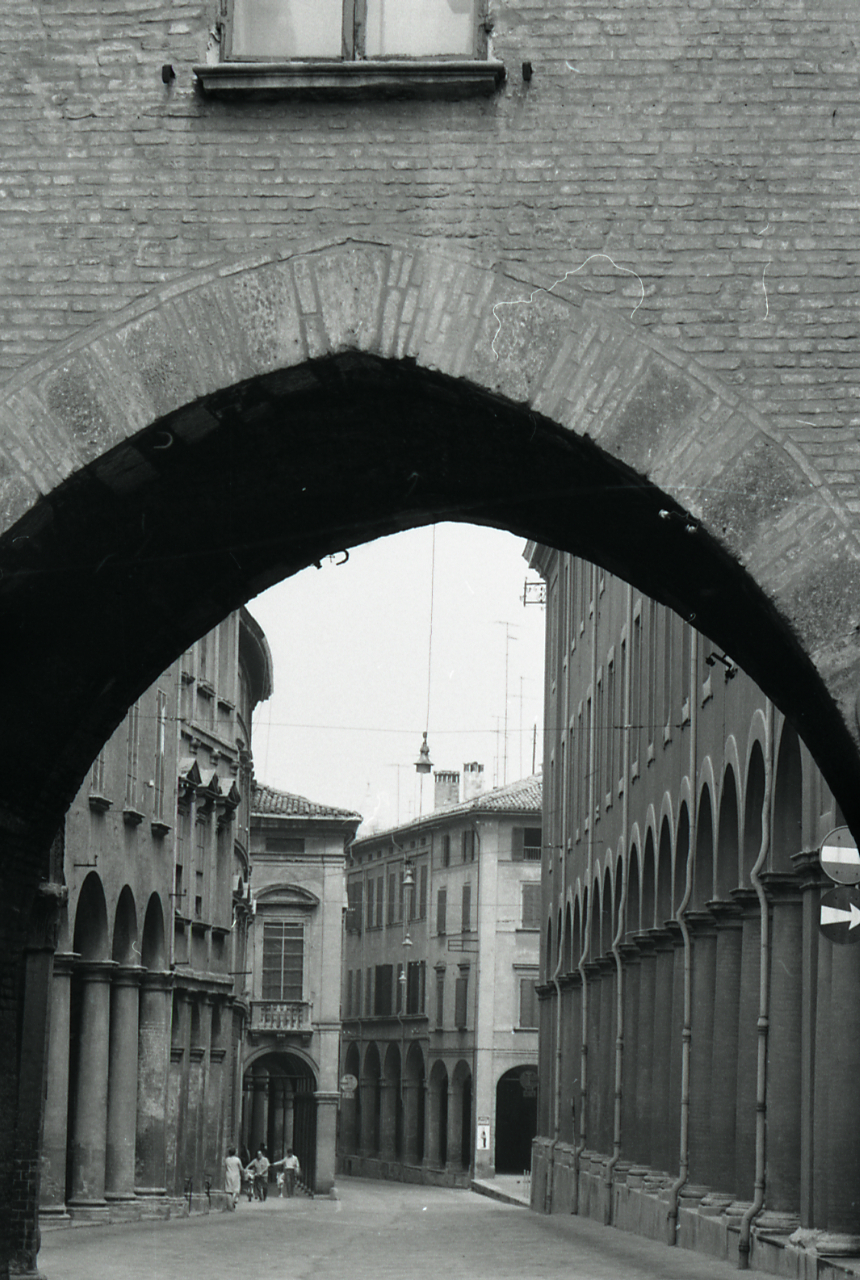